# Saint-Sauflieu
Saint-Sauflieu is een gemeente in het Franse departement Somme (regio Hauts-de-France) en telt 901 inwoners (1999). De plaats maakt deel uit van het arrondissement Amiens.

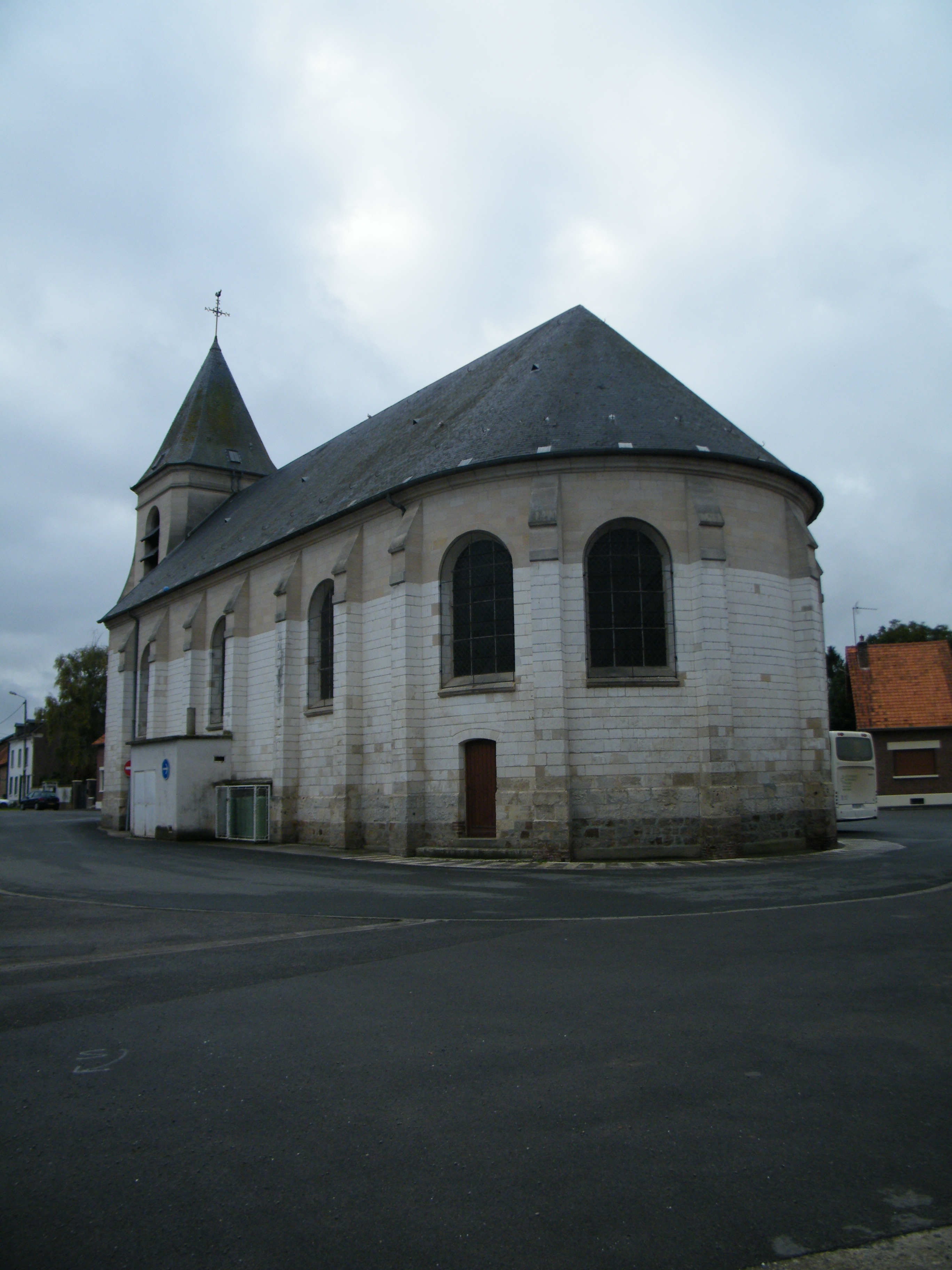
Kerk van Saint-Sauflieu
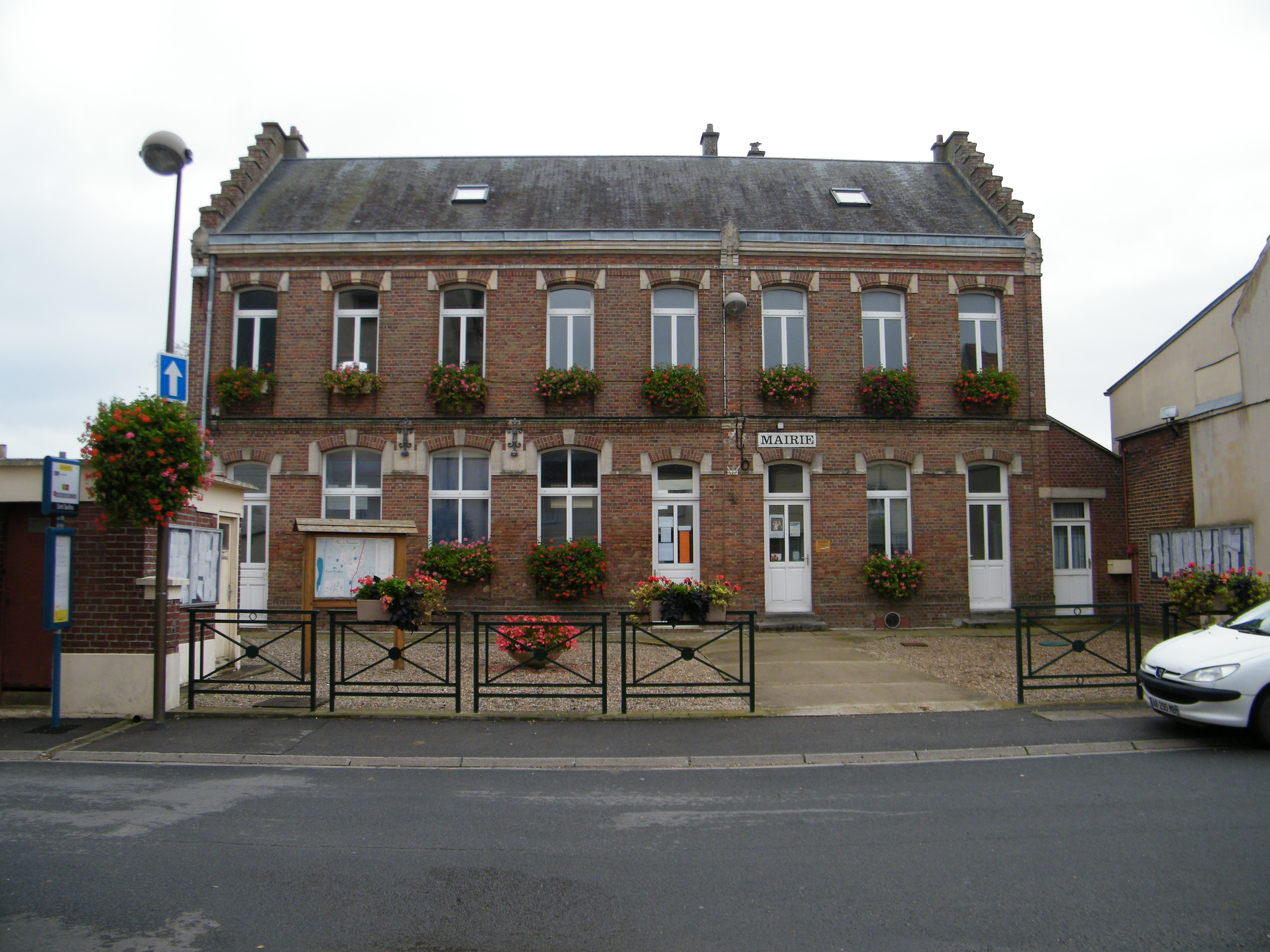
Gemeentehuis

## Geografie
De oppervlakte van Saint-Sauflieu bedraagt 7,8 km², de bevolkingsdichtheid is 115,5 inwoners per km².
De onderstaande kaart toont de ligging van Saint-Sauflieu met de belangrijkste infrastructuur en aangrenzende gemeenten.

## Demografie
Onderstaande figuur toont het verloop van het inwonertal (bron: INSEE-tellingen).